# الحصين (تعز)
الحصين هي إحدى قرى الجمهورية اليمنية. وهي تتبع جغرافيًا لمحافظة تعز. وإداريًا لمديرية ماوية. يبلغ تعداد سكانها 995 نسمة حسب الإحصاء الذي جرى عام 2004.